# Issekutz Béla (fiziológus)
Ifj. Issekutz Béla' (Kolozsvár, 1912. december 24. – Halifax, Kanada, 1999. november 26.) magyar gyógyszerész, orvos, fiziológus, egyetemi tanár, professor emeritus.

## Kutatási területe
A tiroxin és az inzulin hatásmechanizmusa. A hő- és anyagcsere-szabályozó központokra ható gyógyszerek. Energiaforrások mobilizálása munka alatt normális és diabeteszes szervezetben, a glükokortikoidok hatása.

## Családja
Az erdélyi örmény nemesi Issekutz (Iszikutzián) család leszármazottja.   
Családjával együtt már 1919-ben el kellett hagynia szülővárosát, tanulmányait Szegeden folytatta, apja Id. Issekutz Béla farmakológus a Kolozsvárról Szegedre menekített Kolozsvári Magyar Királyi Ferenc József Tudományegyetemen dolgozott, ifj. Issekutz Béla is itt végezte felsőfokú tanulmányait 1930–1936 között, 1936-ban már orvosdoktor volt. 

## Életpályája
Pályáját a szegedi egyetem Gyógyszertani Intézetben kezdte (1934–1938), a második világháború alatt feltehetően a Kolozsvárra visszaköltözött egyetemen oktatott, majd újra Szegeden az Élettani Intézetben működött (1945–1957). Magántanárrá habilitálták 1942-ben „Az anyagcsere élet- és gyógyszertana” témakörből. Nyilvános rendkívüli tanári kinevezést 1948. június 1-én, egyetemi tanári kinevezést 1951. szeptember 15-én kapott. A bevezetett szovjet tudományos fokozatoknak megfelelően 1952-ben kandidátusi fokozatot szerzett, elnyerte az orvostudományok kandidátusa címet. A háború után a szegedi egyetem Élettani Intézetében 1946–1948 közt mb. tanszékvezető, majd 1948–1957 közt tanszékvezető lett.
A két világháború közt tanulmányi úton volt a bázeli Élettani Intézetben (1937), s a berlini Gyógyszertani Intézetben (1938/39). Az 1950-es években kijutott Greifswaldba vendégprofesszornak (1955–1957). 1957. augusztus 1-jén távozott Szegedről; az Amerikai Egyesült Államokba emigrált. Philadelphiában telepedett le, itt a Lankenau Hospital Élettani Osztályát vezette 1958–1967 közt. Innen útja Kanadába vezetett, ahol a Halifaxi Dalhousie Egyetem Fiziológiai és Biofizikai Intézetének professzoraként működött (1967–1983). Valamennyi munkahelyén kitűnt kutatói munkájával, amelynek eredményeit mintegy 140 tudományos közleményben adta közre majdnem kizárólag angol nyelven. 1983-ban vonult nyugalomba, ugyanekkor emeritálták.

## Társasági tagságai
- Magyar Élettani Társaság (1937–1957)
- Deutsche Gesellschaft für Pharmakologie (1949–)
- American Physiological Society (1961–)
- Canadian Physiological Society (1967–)

## Tudományos publikációi (válogatás)
- Tissue metabolism and peripheral circulation. I-IV. (Társszerzőkkel) ld. Arch. Int. Physiol. 1951
- Beitrage zum Wirkungsmechanismus des Insulins. I-IV. (Társszerzőkkel) ld. Acta Physiol. Acad. Sci. Hung. 1955
- Fat as a Tissue. (Társszerző K. Rodahl) New York, 1964. McGraw-Hill. 428 p.
- Effect of exercise on the metabolism of fatty acids in the dog. ld. Am. J. Physiol. 1963
- Effect of exercise on FFA metabolism of pancreatectomized dogs. ld. Am. J. Physiol. 1963
- Effect of lactic acid on plasma free fatty acids in pancreatectomized dogs. ld. Am. J. Physiol. 1964
- Metabolism of normal and pancreatectomized dogs in steady-state exercise. ld. Am. J. Physiol. 1967
- Intramuscular energy sources in exercising normal and pancreatectomized dogs. ld. Am. J. Physiol. 1968
- Effect of methylprednisolone on carbohydrate metabolism of exercising dogs. ld. J. Appl. Physiol. 1971
- Effect of glucagon and glucose load on glucose kinetics, plasma FFA and insulin in dogs treated with methylprednisolone ld. Metabolism 1973
- Lactate metabolism in resting and exercising dogs. ld. J. Appl. Physiol. 1976[5]